# Springhill (South Staffordshire)
Springhill – przysiółek w Anglii, w Staffordshire. Leży 19,8 km od miasta Stafford, 42,5 km od miasta Stoke-on-Trent i 182,6 km od Londynu. W 2015 miejscowość liczyła 517 mieszkańców.